# Juryj Kurnienin
Juryj Anatolewicz Kurnienin (biał. Юры Анатолевіч Курненін, ros. Юрий Анатольевич Курненин, Jurij Anatoljewicz Kurnienin; ur. 14 czerwca 1954 w Oriechowo-Zujewo, Rosyjska FSRR, zm. 30 lipca 2009 w Mińsku) – białoruski piłkarz pochodzenia rosyjskiego, grający na pozycji obrońcy, pomocnika oraz napastnika, trener piłkarski.

## Kariera piłkarska

### Kariera klubowa
Wychowanek Szkoły Piłkarskiej Znamia Truda Oriechowo-Zujewo. Pierwszy trener Uładzimer Sasunkiewicz. W 1971 przeszedł do Dinama Moskwa. W 1976 został piłkarzem Dynama Mińsk. W latach 1983–84 pełnił funkcje kapitana drużyny. 12 lat występował w mińskim klubie. W lipcu 1987 ukończył karierę piłkarską.

### Kariera trenerska
Po zakończeniu kariery piłkarskiej ukończył Wyższą Szkołę Trenerską w 1989. W 1990 pracował na stanowisku kierownika drużyny w KIM Witebsk. Potem trenował kluby Dynama Brześć i Samotlor-XXI Niżniewartowsk. W 1995 wyjechał na Bliski Wschód, gdzie prowadził reprezentację Syrii oraz omański klub Al-Ahly Maskat. W 1998 powrócił do Białorusi, gdzie pomagał prowadzić Dynama Mińsk, a od 1999 do połowy 2000 pracował na stanowisku głównego trenera Dynama. W 2001 wchodził do sztabu szkoleniowego rezerw rosyjskiego Czernomorca Noworosyjsk, a w 2003 Szachciora Soligorsk i ponownie Dynama Mińsk. Od sierpnia 2003 do końca 2005 pomagał swojemu przyjacielu Anatoliju Bajdacznemu w prowadzeniu narodową reprezentację Białorusi. W 2006 otrzymał propozycję trenować młodzieżową reprezentację Białorusi. 30 lipca 2009 zmarł podczas snu.

## Sukcesy i odznaczenia

### Sukcesy klubowe
- mistrz ZSRR: 1982
- brązowy medalista Mistrzostw ZSRR: 1983
- finalista Pucharu ZSRR: 1987

### Sukcesy trenerskie
- brązowy medalista Mistrzostw Białorusi: 1992
- awans z reprezentacją Syrii do Pucharu Azji: 1996
- awans z reprezentacją Białorusi U-21 do Mistrzostw Europy U-21: 2009

### Sukcesy indywidualne
- 3-krotnie wybrany do listy 33 najlepszych piłkarzy ZSRR: 1982 (nr 2), 1983 (nr 2), 1984 (nr 3)

### Odznaczenia
- nagrodzony tytułem Mistrza Sportu ZSRR: 1980